# Pretty Little Liars: The Perfectionists
Pretty Little Liars: The Perfectionists is een fictieve tienerserie. Het is een vervolg op de vorige serie Pretty Little Liars, en eveneens bedacht door I. Marlene King en gebaseerd op de boeken van Sara Shepard. Op 20 maart 2019 werd de eerste aflevering uitgezonden in de Verenigde Staten.

## Productie
Het Amerikaanse tv-netwerk Freeform vroeg I. Marlene King op 25 september 2017 om een pilotaflevering te maken. Daarop werden de eerste twee afleveringen genaamd Pilot en Sex, Lies and Alibis geschreven door I. Marlene King, en geregisseerd door Elizabeth Allen Rosenbaum. Freeform kondigde op 14 mei 2018 aan een heel seizoen, bestaande uit 10 afleveringen, te willen uitzenden. Op 5 februari 2019 werd bekendgemaakt dat de serie vanaf 20 maart 2019 zou worden uitgezonden in de Verenigde Staten.

### Opnames
De serie is opgenomen in Portland, Oregon. Opnames voor de pilot begonnen op 12 maart 2018, en werden diezelfde maand nog afgerond.
Opnames voor de rest van het seizoen begonnen op 17 oktober 2018 en waren op 23 januari 2019 afgerond.

## Rolverdeling

### Hoofdrollen
| Acteur             | Personage          | Rol                                                    |
| ------------------ | ------------------ | ------------------------------------------------------ |
| Sasha Pieterse     | Alison DiLaurentis | Hulpleerkracht op Beacon Heights University (BHU)      |
| Janel Parrish      | Mona Vanderwaal    | Hoofd werving en toelating op BHU                      |
| Sofia Carson       | Ava Jalali         | Trendsetter met een aanleg voor hacken en programmeren |
| Sydney Park        | Caitlin Park-Lewis | Intelligente jongedame met twee hardwerkende moeders   |
| Eli Brown          | Dylan Walker       | Getalenteerd cellist met een hoge mate van zelfkritiek |
| Hayley Erin        | Taylor Hotchkiss   | Nolans zus en voormalig leerkracht op BHU              |
| Graeme Thomas King | Jeremy Beckett     | Bijdehante Brit en Caitlins vriend                     |
| Kelly Rutherford   | Claire Hotchkiss   | Nolans moeder en oprichter van Hotchkiss Technologies  |

### Terugkerende personages
| Acteur           | Personage        | Rol                                               |
| ---------------- | ---------------- | ------------------------------------------------- |
| Evan Bittencourt | Andrew Villareal | Dylans vriend                                     |
| Noah Grey-Cabey  | Mason Gregory    | Nolans jeugdvriend en Caitlin's ex                |
| Klea Scott       | Dana Booker      | Voormalig FBI-agente; nu hoofd beveiliging op BHU |
| Garrett Wareing  | Zach Fortson     | Ava’s goede vriendin                              |

### Gastrollen
| Acteur        | Personage          | Rol                                                   | Afleveringen                                                      |
| ------------- | ------------------ | ----------------------------------------------------- | ----------------------------------------------------------------- |
| Chris Mason   | Nolan Hotchkiss    | Beoogd leider en erfgenaam van Hotchkiss Technologies | Pilot en Hook, Line and Booker                                    |
| Duffy Epstein | Ray Hogadorn       | Medewerker op BHU                                     | The Ghost Sonata en The Patchwork Girl                            |
| Phillip Rhys  | Michael Jalali     | Ava's voortvluchtige vader                            | The Ghost Sonata, The Patchwork Girl en Enter the Professor       |
| Cycerli Ash   | Senator Park-Lewis | Een van Caitlins moeders                              | Lost and Found, Lie Together, Die Together en Enter the Professor |

## Verhaal
In het fictieve stadje Beacon Heights lijkt alles en iedereen perfect te zijn, van de populaire school tot de succesvolle inwoners. Maar het nastreven van perfectie wordt een van de inwoners te veel: er wordt een moord gepleegd. En dan blijkt ineens dat iedereen geheimen met zich meedraagt, leugens vertelt en de boel bedriegt.

## Onderscheidingen en nominaties
| Jaar | Onderscheiding     | Categorie               | Genomineerde(n)                         | Uitslag     |
| ---- | ------------------ | ----------------------- | --------------------------------------- | ----------- |
| 2019 | Teen Choice Awards | Drama TV Show           | Pretty Little Liars: The Perfectionists | Genomineerd |
| 2019 | Teen Choice Awards | Choice Drama TV Actress | Sofia Carson                            | Genomineerd |